# San Isidro (Abra)
Pour les articles homonymes, voir San Isidro.
San Isidro est une municipalité située dans la province d'Abra, aux Philippines.